# Auth Ede
Auth Ede (Budapest, 1939. március 16. –) magyar zongorakísérő, korrepetitor, hangszerelő, sikeres táncdalszerző. Együttesei: Tóth Zoltán big band, Tóth-vokál. A Bergendy-együttes zongoristája volt.

## Élete
A Petőfi Sándor Gimnáziumban érettségizett. Felesége dr. Balázs Boglárka Csilla Piroska, fül-orr-gégész szakorvos, énekesnőként is sikeres volt a Rádiónál. 1961-ben ismerkedtek meg, esküvőjük 1969-ben volt. Lányuk Auth Csilla.
1961-től az Ifjúsági Jazz Együttes tagja volt (Bergendiékkel együtt), de játszott Tóth Zoltán tánczenekarában is, velük készült első hanglemezfelvétele (Qualiton 1961, 1965, Auth Ede ezeknek a daloknak nem szerzője, csak előadója).  
1962 után az együttes már a Bergendy Együttes nevet viselte, ennek zongoristája volt Auth Ede; például a Budai Ifjúsági Parkban. Az együttes 1963-ban dzsesszfesztiválra mentek Lengyelországba, Szirmay Mártával és Toldy Máriával, 1964-ben Dániába. Ez még dzsesszhangverseny volt, utána tértek át a beat műfajára. Ezután következett első sikere a Táncdalfesztiválon. Ekkor néhány évig nem utazhatott a Bergendi együttessel (legalábbis nyugatra), mert nem kapott útlevelet. Ezeken a hangversenyeken Hajdú Sándor volt a zongoránál. 1965-ben Romániában turnézott Hofi Gézával. A Magyar Rádió által szervezett Made in Hungary könnyűzenei vetélkedőre is írt dalt Mátrai Zsuzsa számára Mindenki érhet szerelem címen. Díjat nem nyert ugyan de nagy sláger lett belőle. Érdekesség, hogy Vitárius Imre (1933–2013) számára magyar nótákhoz is írt muzsikát, köztük több cigánynóta is van (kezdetben Majláth Jenő, később Horváth István előadásában).

## Szerzeményei
Az alábbi listán csaknem valamennyi szerzeménye megtalálható
| szerzők                                              | cím                                               | ISWC            | előadó                          |
| ---------------------------------------------------- | ------------------------------------------------- | --------------- | ------------------------------- |
| Auth Ede-Halmágyi Sándor                             | Az vessen rám követ                               | T-007.000.101-2 | Koós János                      |
| Auth Ede-Halmágyi Sándor                             | Hálát érdemel a sors                              | T-007.000.405-5 |                                 |
| Auth Ede-Halmágyi Sándor                             | Hol jár az eszem                                  | T-007.000.453-3 | Zalatnay Sarolta                |
| Auth Ede-Halmágyi Sándor                             | Két szék között                                   | T-007.000.580-9 |                                 |
| Auth Ede-Halmágyi Sándor                             | Nem tudok nem gondolni rád                        | T-007.000.808-0 | Koós János                      |
| Auth Ede-Halmágyi Sándor                             | Egy kicsiny szép                                  | T-007.001.428-6 | Auth Csilla                     |
| Auth Ede-Halmágyi Sándor                             | Furcsa játék ez az élet                           | T-007.001.429-7 | Máté Péter                      |
| Auth Ede-Halmágyi Sándor–Faragó István               | Hol jár az eszem                                  | T-007.082.194-1 | Faragó István                   |
| Auth Ede–Halmágyi Sándor                             | A kutyának se kell                                | T-007.082.197-4 | Ambrus Kyri                     |
| Auth Ede–Halmágyi Sándor                             | Nekem nincs nagy igényem                          | T-007.082.202-4 |                                 |
| Auth Ede–Halmágyi Sándor                             | Nem akarok szólni                                 | T-007.082.203-5 |                                 |
| Auth Ede–Halmágyi Sándor                             | Sose adom fel                                     | T-007.082.208-0 |                                 |
| Auth Ede–Halmágyi Sándor                             | Van nekem egy nagypapám                           | T-007.082.211-5 |                                 |
| Auth Ede–Halmágyi Sándor                             | Álmaimból ne űzz soha tréfát                      | T-007.082.214-8 | Tárkányi Tamara                 |
| Auth Ede–Halmágyi Sándor                             | Új barátért el ne hagyd a régit                   | T-007.160.493-7 | Poór Péter                      |
| Auth Ede–Halmágyi Sándor                             | Kis butám                                         | T-007.174.648-9 | Zalatnay Sarolta                |
| Auth Ede–Halmágyi Sándor                             | Nincs sok panasz rád                              | T-931.946.852-5 | Koncz Zsuzsa                    |
| Auth Ede–Halmágyi Sándor                             | Jól megjártam régen, elcsúsztam a jégen           |                 | Toldy Mária                     |
| Auth Ede–Halmágyi Sándor                             | Csavarogni kéne egyet                             |                 | Aradszky László                 |
| Auth Ede–Vitárius Imre                               | Árva rajkó                                        | T-007.000.096-2 |                                 |
| Auth Ede–Szenes Iván                                 | Mindenkit érhet szerelem                          | T-007.000.734-9 | Mátrai Zsuzsa                   |
| Auth Ede–S. Nagy István                              | Ördögből angyal lehetnél                          | T-007.000.844-4 | Izsmán Nelly                    |
| Auth Ede–Vitárius Imre                               | Szép és jó                                        | T-007.000.990-3 |                                 |
| Auth Ede–Kalmár Tibor ifj.                           | Színes gyertyák                                   | T-007.001.009-1 | Vámosi János                    |
| Auth Ede–Vitárius Imre                               | Megy a vonat                                      | T-007.000.696-0 | Drukker Ferenc                  |
| Auth Ede–Szenes Iván                                 | Három forintért tíz gesztenyét                    | T-007.000.420-4 | Szécsi Pál                      |
| Auth Ede–Vitárius Imre–Farkas Gyula                  | Országúton dzsalóznak a cigányok                  | T-007.001.432-2 |                                 |
| Auth Ede–Vitárius Imre                               | Országúton dzsalóznak a cigányok                  | T-007.082.207-9 | Horváth Pista                   |
| Auth Ede–Fülöp Kálmán                                | Mindenhol jó                                      | T-007.001.431-1 | Koós János                      |
| Auth Ede–Szenes Iván                                 | Hova siet Mössziő                                 | T-007.001.430-0 | Koós János                      |
| Auth Ede–S. Nagy István                              | Nem kell a szerelem tőled                         | T-007.001.433-3 | Záray Márta, Vámosi János       |
| Auth Ede–S. Nagy István                              | Meg akarom váltani a világot                      | T-007.055.886-9 | Szécsi Pál                      |
| Auth Ede–S. Nagy István                              | Boldogság                                         | T-007.031.912-8 |                                 |
| Auth Ede–S. Nagy István                              | Minden összedőlne, ha elhagynál                   | T-007.082.187-2 | Németh József                   |
| Auth Ede–S. Nagy István                              | Sírnék, de még könnyeket sem érdemelsz            | T-007.082.188-3 |                                 |
| Auth Ede–Vitárius Imre                               | Azt mesélik a cigányok                            | T-007.082.189-4 |                                 |
| Auth Ede                                             | Filmzene                                          | T-007.082.190-7 |                                 |
| Auth Ede–Vitárius Imre                               | Fényes a cipőm, kényes a szeretőm                 | T-007.082.192-9 | MC Haver és TEKKNŐ              |
| Auth Ede–Vitárius Imre– Koródi István–Horváth István | Fényes a cipőm (Jaj istenem de szertenék halózni) | T-007.304.336-3 | Horváth István                  |
| Auth Ede–S. Nagy István                              | Hiába vársz                                       | T-007.082.193-0 |                                 |
| Auth Ede–Vitárius Imre                               | Jaj, te cigány                                    | T-007.082.195-2 |                                 |
| Auth Ede–Szenes Iván                                 | Jó volna elrabolni téged                          | T-007.082.196-3 | Tárkányi Tamara                 |
| Auth Ede–Fülöp Kálmán                                | Megszoktad már                                    | T-007.082.198-5 | Zalatnay Sarolta, Németh József |
| Auth Ede–Vitárius Imre                               | Megy a vonat Nagykátára                           | T-007.082.199-6 |                                 |
| Auth Ede–Vitárius Imre                               | Nagyvárosba megy a vonat                          | T-007.082.200-2 |                                 |
| Auth Ede–Vitárius Imre                               | Ne félj, Sándor                                   | T-007.082.201-3 |                                 |
| Auth Ede–S. Nagy István                              | Nem volt szerencsém                               | T-007.082.204-6 | Mátrai Zsuzsa                   |
| Auth Ede–Kalmár Tibor ifj.                           | Nyírfák, fehértörzsű fák                          | T-007.082.206-8 | Koós János                      |
| Auth Ede–Vitárius Imre                               | Szombat este                                      | T-007.082.209-1 | Bangó Margit                    |
| Auth Ede–Vitárius Imre                               | Szombat este                                      | T-007.330.956-4 |                                 |
| Auth Ede–Vitárius Imre                               | Ugatnak a dzsukhelek                              | T-007.082.210-4 |                                 |
| Auth Ede–S. Nagy István                              | Vídám ez a dal                                    | T-007.082.212-6 |                                 |
| Auth Ede–Vitárius Imre                               | Végem van                                         | T-007.082.213-7 |                                 |
| Auth Ede–Vitárius Imre                               | Élt egy asszony                                   | T-007.082.215-9 |                                 |
| Auth Ede–Vitárius Imre                               | Eladom a Citadellát                               | T-007.082.216-0 |                                 |
| Auth Ede–Vitárius Imre                               | Széles árok, gyalogút                             | T-007.082.217-1 |                                 |
| Auth Ede–Vitárius Imre                               | Zöld kendőmet moly ette                           | T-007.082.218-2 |                                 |
| Auth Ede–Vitárius Imre                               | Így mulatni de báró (Áldjon meg a devla)          | T-007.082.219-3 |                                 |
| Auth Ede–Szenes Iván                                 | Miért múlik minden el                             | T-007.164.079-3 | Hungária (együttes)             |
| Auth Ede–S. Nagy István                              | Pillangó                                          | T-007.167.502-9 | Szécsi Pál                      |
| Auth Ede–S. Nagy István                              | Keress egy szál rózsát                            | T-007.263.489-9 |                                 |
| Auth Ede                                             | A fény városában                                  |                 | Máté Péter                      |
| Auth Ede–Szécsi Pál                                  | Az élet magtanít                                  |                 | Szalkay Béla                    |
| Auth Ede                                             | Kedvencnem a női blues                            |                 | Pál Zoltán                      |
| Auth Ede–S. Nagy István                              | Öngyilkos káposzta                                |                 | Kovács Kati                     |
| Auth Ede                                             | Tanulj meg főzni                                  |                 | Pál Zoltán                      |